# Real Acadèmia de Cultura Valenciana
Pour les articles homonymes, voir CCV.
 (décembre 2022).
La Real Acadèmia de Cultura Valenciana (nom en catalan-valencien ; « Académie royale de culture valencienne ») (RACV), auparavant Centre de Cultura Valenciana (CCV)  est une société savante dont la finalité affichée est d'œuvrer pour la langue et la culture valenciennes. Depuis la transition démocratique espagnole, elle s'est surtout fait connaître pour être, avec Lo Rat Penat, un bastion du sécessionnisme linguistique valencien en niant toute légitimité aux Normes de Castellón — normes orthographiques adoptées en 1932, auxquelles le CCV avait souscrit et dont l'usage est généralisé — et en promouvant des contre-normes orthographiques, les Normes del Puig.

## Histoire
Ses origines remontent à 1915, avec la création du Centre de Cultura Valenciana sous les auspices de la municipalité de Valence et de la députation provinciale de Valence.
Après deux années sans direction effective, bien que nominalement son directeur soit Julian San Valero Aparisi, en mai 1978, alors que le conflit identitaire bat son bien, la députation et la municipalité étant encore sous le contrôle des autorités franquistes, le Centre est réactivé et rebaptisé « Academia de Cultura Valenciana » dans le but d'apporter un crédit culturel au blavérisme naissant et s'opposer aux universités,. Vicent Bello, auteur de la première monographie de référence sur le blavérisme, compare cette opération à la fondation de l'Académie d'Italie par Benito Mussolini,. Un an après la refondation de l'Académie, sa direction est confiée au chimiste Eduardo Primo Yúfera (es), proche du régime, défenseur zélé de Franco et ancien président du Conseil supérieur de la recherche scientifique (1974-1977).
Elle devient RACV en 1991 car dans un souci d’harmoniser les dénominations des différentes académies Real Academia Española, Real Academia de la Lengua Vasca, Real Academia de la Historia…), le roi Juan Carlos lui confère le titre de « royale » le 8 mars 1991.
Elle est financée par le biais de subventions qu'elle reçoit de diverses institutions publiques valenciennes, comme la municipalité de Valence, la députation provinciale de Valence et le Conseil de Culture de la Generalitat valencienne ainsi que d'organismes privés. Selon l'académie elle-même, elle a également établi des conventions de collaboration avec d'autres entités, comme l'Université Gardenal-CEU San Pablo de Valence, l'université polytechnique de Valence et l'École internationale du Protocole.
Elle est essentiellement connue en raison de sa posture relative au valencien depuis la fin des années 1970 et la bataille de Valence, qu'elle considère dès lors, et en contradiction avec sa position antérieure sur le sujet, comme une langue totalement distincte du catalan. Elle est, avec Lo Rat Penat, la principale entité culturelle défendant et promouvant le sécessionnisme linguistique, et est en particulier à l'origine des Normes del Puig, qu'elle a élaborées et publiées vers le début des années 1980, et qui constituent le principal référent normatif du courant sécessionniste. Ces normes prétendent remplacer les Normes de Castellón de 1932, réalisées en collaboration avec les autorités académiques de Catalogne, ratifiées par un grand nombre d'organisations valencianistes de l'époque dont le CCV et Lo Rat Penat, et qui se sont largement imposées comme standard du valencien écrit. La validité de l'utilisation de ces normes dans un cadre officiel a été institutionnellement et académiquement rejetée par diverses déclarations ou sentences rendues par l'Académie valencienne de la langue, le Tribunal suprême espagnol ou l'Institut d'Estudis Catalans,,,.